# Brescia University
La Brescia University è un'università privata di indirizzo cattolico con sede a Owensboro, nello stato americano del Kentucky.
Fu fondata nel 1925 a Maple Mount dalle Suore orsoline di Mount Saint Joseph come college femminile con il nome di Mount Saint Joseph Junior College for Women. Prese il nome di Brescia College nel 1951, in onore della città di origine di sant'Angela Merici, fondatrice delle orsoline.